# District de Tanahu
Le district de Tanahu (en népalais : तनहू जिल्ला) est l'un des 77 districts du Népal. Il est rattaché à la province de Gandaki. La population du district s'élevait à 320 547 habitants en 2011.

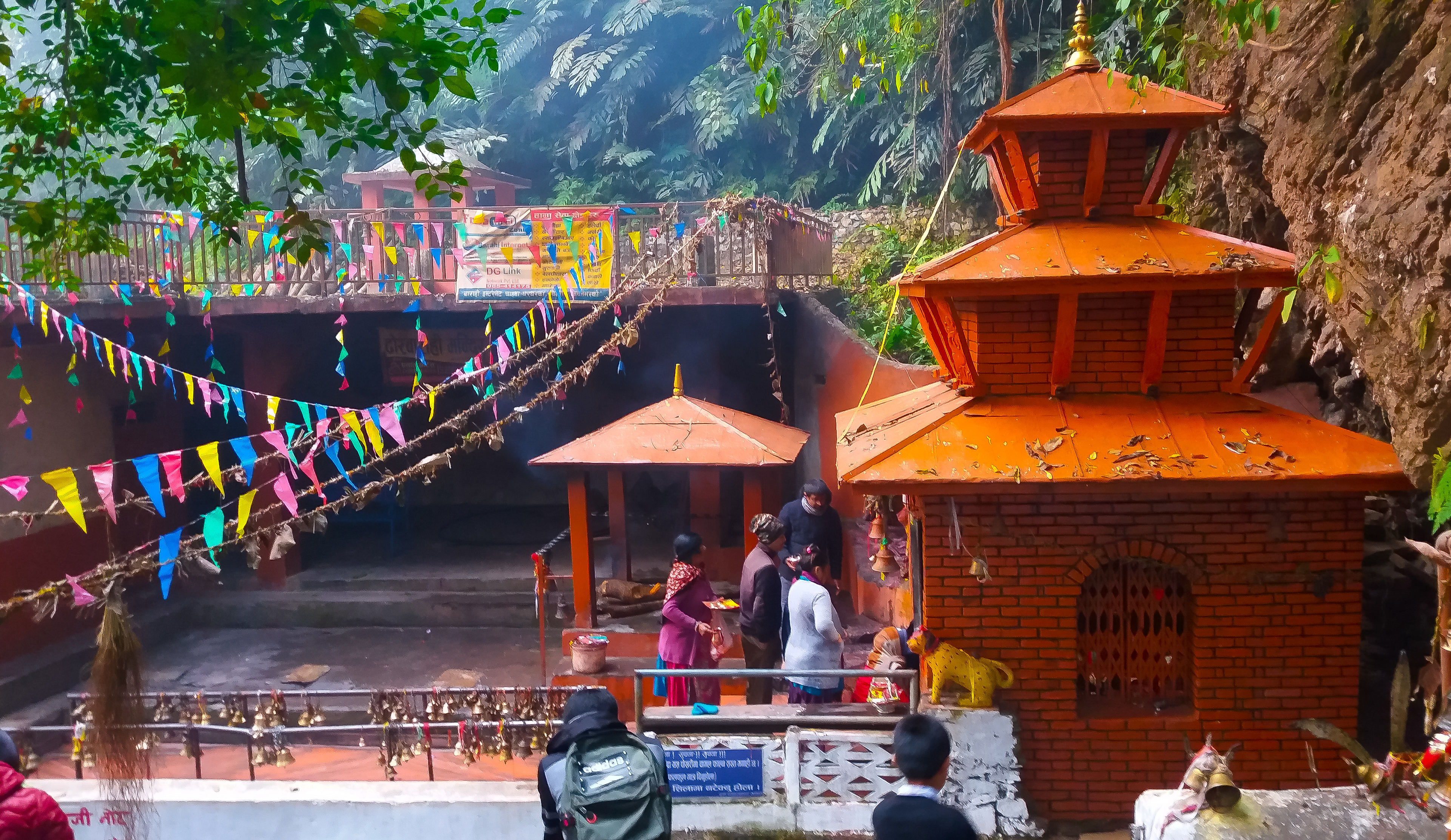
Photo du temple Dhorbarahi, l'un des temples les plus populaires du district de Tanahun

## Histoire
Il faisait partie de la zone de Gandaki et de la région de développement Ouest jusqu'à la réorganisation administrative de 2015 où ces entités ont disparu.

## Subdivisions administratives
Le district de Tanahu est subdivisé en 10 unités de niveau inférieur dont 4 municipalités et 6 gaunpalikas ou municipalités rurales.
| #  | Nom           | Nom en népalais | Type         | Population (2011) | Superficie (km2) |
| -- | ------------- | --------------- | ------------ | ----------------- | ---------------- |
| 1  | Bhanu         | भानु              | municipalité | 45 792            | 184              |
| 2  | Bhimad        | भिमाद             | municipalité | 31 362            | 129              |
| 3  | Vyas          | व्यास             | municipalité | 70 335            | 248              |
| 4  | Shuklagandaki | शुक्लागण्डकी         | municipalité | 48 456            | 165              |
| 5  | Aanbukhaireni | आँबुखैरेनी           | gaunpalika   | 20 768            | 128              |
| 6  | Rishing       | ऋषिङ्ग            | gaunpalika   | 25 870            | 215              |
| 7  | Ghiring       | घिरिङ             | gaunpalika   | 19 318            | 126              |
| 8  | Devghat       | देवघाट            | gaunpalika   | 16 131            | 159              |
| 9  | Myagde        | म्याग्दे            | gaunpalika   | 22 502            | 115              |
| 10 | Bandipur      | वन्दिपुर           | gaunpalika   | 20 013            | 102              |